# توم دود (لاعب كرة قاعدة)
توم دود (بالإنجليزية: Tom Dodd)‏ هو لاعب كرة قاعدة أمريكي، ولد في 15 أغسطس 1958 في بورتلاند في الولايات المتحدة.

## وصلات خارجية
- توم دود على موقع دوري كرة القاعدة الرئيسي (الإنجليزية)
- توم دود على موقعبيزبول رفرنس.كوم (الدوري الرئيسي) (الإنجليزية)
- توم دود على موقعبيزبول رفرنس.كوم (الدوري الثانوي) (الإنجليزية)
- توم دود على موقع إي إس بي إن.كوم (أم.أل.بي) (الإنجليزية)
- توم دود على موقع مشجعي الرسوم البيانية (الإنجليزية)